# 荀子

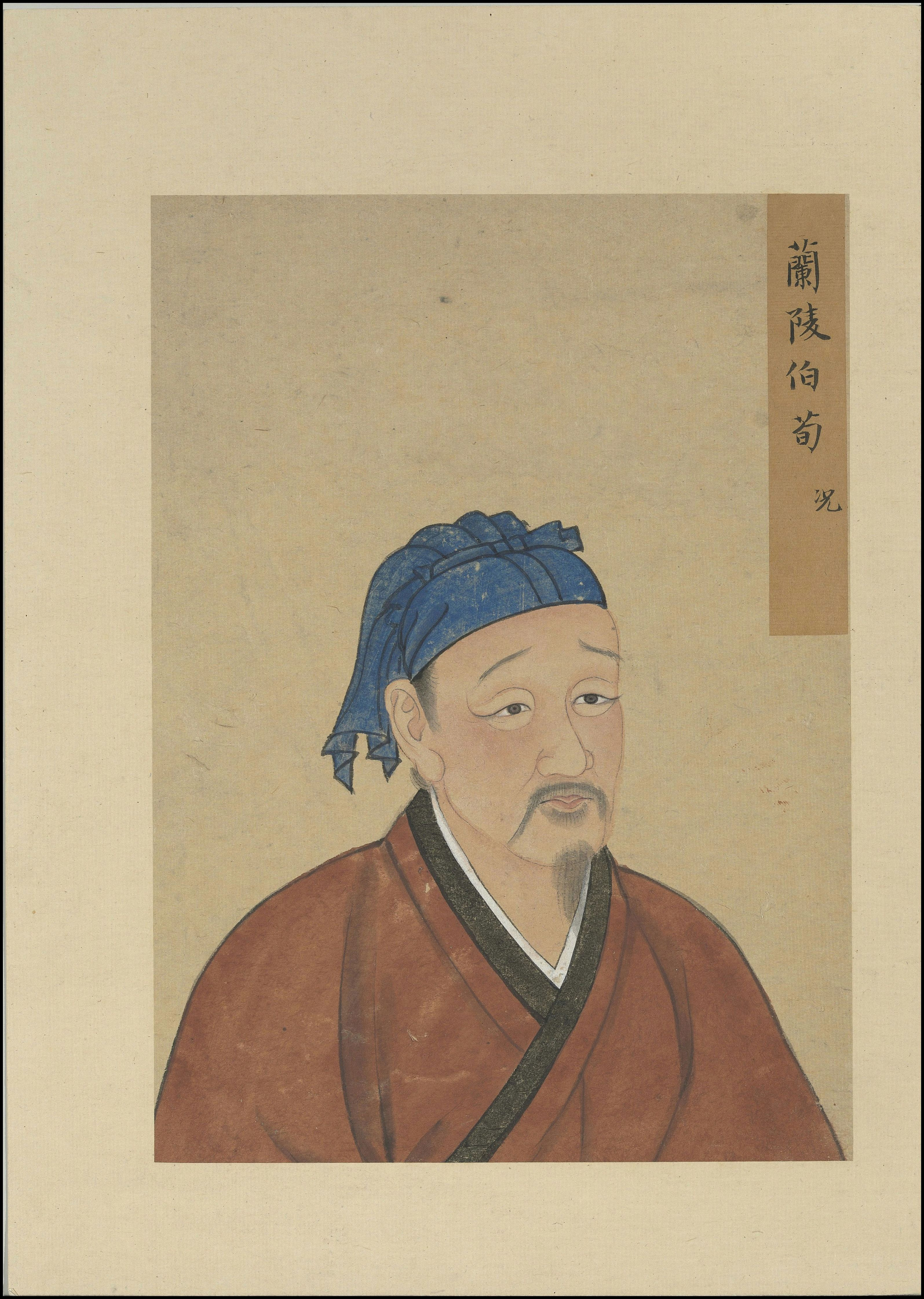
荀子（『至聖先賢半身像』）

荀子（じゅんし、紀元前298年（紀元前313年?） - 紀元前238年以降）は、中国戦国時代末の思想家・儒学者。
諱は況（荀況、じゅんきょう）。尊称して荀卿（じゅんけい）とも呼ばれる。漢代には孫卿（そんけい）とも呼ばれた。

## 人物・来歴
紀元前4世紀末ごろに、趙に生まれる。『史記』によると、50歳で初めて斉に遊学した。斉の襄王に仕え、斉が諸国から集めた学者たち（稷下の学士）の祭酒（学長職）に任ぜられる。稷下の学者の中では最年長で、三度列大夫の長官に任ぜられた。後に、讒言のため斉を去り、楚の宰相春申君に用いられて、蘭陵の令となり、任を辞した後もその地に滞まった。後漢の荀彧・荀攸はその末裔と言う。
正しい礼を身に着けることを徹底した「性悪説」で知られる。

## 著作
荀子および後学の著作群は、前漢末に劉向によって整理され、『孫卿新書』32篇12巻としてまとめられた（河平3年、紀元前26年）。『漢書』芸文志に『孫卿子』として出ている。唐の楊倞は当時伝承されていたテキストが混乱していたのでこれを校訂して注釈を加え、書名を『荀子』と改め、劉向の篇の配列を一部改めて内容のまとまりのある順番に並べ替え、32篇20巻とした（元和13年、818年）。のちに『孫卿新書』は亡佚し、現存するものはすべて楊倞注本の系統である。
出版物として初めて刊行されたのは、北宋の神宗の熙寧元年（1068年）であり、南宋の孝宗の淳熙8年（1181年）に台州知州唐仲友が復刻した。この宋代の刊本が宋本である。しかしこれは中国で散逸し、日本の金沢文庫に一冊のみ残された。この写本が影宋台州本である。江戸期文政時代の久保愛（久保筑水）は、この影宋台州本を参照して『荀子増注』を著した（文政3年、1820年の自序。文政8年、1825刊）。よって、宋本を参照した注釈は、日本の『荀子増注』が中国より早い。中国では王先謙が清代考証学の成果を取り入れ、日本の宋本も参照して、『荀子集解』を著した（光緒17年、1891年）。

### 構成
現行の『荀子』32篇は以下の構成である。
- 1. 勧学
- 2. 修身
- 3. 不苟
- 4. 栄辱
- 5. 非相
- 6. 非十二子
- 7. 仲尼
- 8. 儒效
- 9. 王制
- 10. 富国
- 11. 王覇
- 12. 君道
- 13. 臣道
- 14. 致士
- 15. 議兵
- 16. 彊国
- 17. 天論
- 18. 正論
- 19. 礼論
- 20. 楽論
- 21. 解蔽
- 22. 正名
- 23. 性悪
- 24. 君子
- 25. 成相
- 26. 賦
- 27. 大略
- 28. 宥坐
- 29. 子道
- 30. 法行
- 31. 哀公
- 32. 堯問

## 思想

### 教育論
勧学篇は、「学は以て已（や）む可からず」の語から始まる。人間は終生学び続けることによって自らを改善しなければならないと説く。「青は之を藍より取りて、藍よりも青し」は勧学篇の言葉であり、「青は藍より出て藍より青し」の成語で有名である。学ぶことは自分勝手な学問ではものにならず、信頼できる師の下で体系的に学び、かつ正しい礼を学んで身に付けた君子を目指さなければならない。荀子にとっての君子は、礼法を知って社会をこれに基づいて指導する者である。

### 統治技術としての礼
勧学篇で君子が学ぶべき対象は、「礼」であることが説かれる。修身篇では、君子は「礼」に従って行動するべきことが強調される。「礼は法の大分、類の綱紀なり」（勧学篇）「礼なる者は、治弁の極なり、強国の本なり、威行の道なり、功名の総（そう）なり」（議兵篇）と説明されるように、荀子はいにしえの時代から受け継がれた「礼」の中に、国家を統治するための公正な法の精神があると考える。国家の法や制度は、「礼」の中にある精神に基づいて制定される。王制篇では王者は「人」=輔佐する人材、「制」=礼制、「倫」=身分秩序と昇進制度、「法」=法律を制定するべきことが説かれる。君子は礼を身に付け、法に従って統治し、法が定めない案件については「類」=礼法の原理に基づいた判断を適用して行政を執る。「その法有る者は法を以て行い、法無き者は類を以て挙するは聴の尽なり」（王制篇）。
このように荀子は、君主が頂点にあり、君子が礼法を知った官吏として従い、人民が法に基づいて支配される、つまり法治国家の姿を描写して、その統治原理として「礼」を置くのである。孔子や孟子も「礼」を個人の倫理のみならず国家の統治原理として捉える側面を一応持っていたが、荀子はそれを前面に出して「礼」を完全に国家を統治するための技術として捉え、君子が「礼」を学ぶ理由は明確に国家の統治者となるためである。
荀子の描いた国家体制は、まず彼の弟子である李斯が秦帝国の皇帝を頂点とする官僚制度として実現し、続く漢帝国以降の中国歴代王朝では官僚が儒学を学んで修身する統治者倫理が加わって、後世の歴代王朝の国家体制として実現することとなった。

### 実力主義・成果主義
王制篇や富国篇等では、治政にあたって実力主義や成果主義の有効性を説いている。王制篇では、王公・士大夫の子孫といえども礼儀にはげむことができなければ庶民に落し、庶民の子孫といえども文芸学問を積んで身の行いを正して礼儀にはげむならば卿・士大夫にまで昇進させるべきことを説く。

### 王覇論
王制篇で、天下を統一する王者がいない条件下では、覇者が勝利することを示す。覇者は領地を併合することなく、諸侯を友邦として丁重に扱い、弱国を助けて強暴の国を禁圧し、滅んだ国は復興させて絶えた家は継がせる。このような正義の外交によって覇者は諸侯を友として、単に力あるだけの強者に勝利すると説く。それでも荀子はそのような現実的な覇者よりも、絶対正義を示して天下全てを味方につけて戦わず勝利するユートピア的な王者を優位に置き、覇者ではなく王者を理想とする。王者の王道政治を理想とするのは、孟子と同じく儒家の基本思想である。

### 性悪説・社会起源論
荀子は人間の性を「悪」すなわち利己的存在と認め、君子は本性を「偽」（人為的なもの）、すなわち後天的努力（すなわち学問を修めること）によって修正して善へと向かい、統治者となるべきことを勧めた。この性悪説の立場から、孟子の性善説を荀子は批判した。
富国篇で、荀子は人間の「性」（本性）は限度のない欲望だという前提から、各人が社会の秩序なしに無限の欲望を満たそうとすれば、奪い合い・殺し合いが生じて社会は混乱して窮乏する、と考えた。それゆえに人間はあえて君主の権力に服従してその規範（すなわち「礼」）に従うことによって生命を安全として窮乏から脱出したと説いた。このような思想は、近代西欧に先行した最古の社会契約説であるとも評価される。荀子は規範（「礼」）の起源を社会の安全と経済的繁栄のために制定されたところに見出し、高貴な者と一般人民との身分的・経済的差別は、人間の欲望実現の力に差別を設け欲望が衝突することを防止して、欲しい物資と担うべき労役を身分に応じて各人に相応に配分されるために必要な制度である、と正当化する。そのために非楽（音楽の排斥）・節葬（葬儀の簡略化）・節用（生活の倹約）を主張して君主は自ら働くことを主張する墨家を、倹約を強制することは人間の本性に反し、なおかつ上下の身分差別をなくすことは欲望の衝突を招き、結果社会に混乱をもたらすだけであると批判した。
荀子の実力主義による昇進降格と身分による経済格差の正当化は、メリトクラシーとして表裏一体である。

### 天人の分
天論篇では、「天」を自然現象であるとして、従来の天人相関思想（「天」が人間の行為に感応して禍福を降すという思想）を否定した。
「流星も日食も、珍しいだけの自然現象であり、為政者の行動とは無関係だし、吉兆や凶兆などではない。これらを訝るのはよろしいが、畏れるのはよくない」。
「天とは自然現象である。これを崇めて供物を捧げるよりは、研究してこれを利用するほうが良い」。
また祈祷等の超常的効果も否定している。
「雨乞いの儀式をしたら雨が降った。これは別に何ということもない。雨乞いをせずに雨が降るのと同じである」。
「為政者は、占いの儀式をして重要な決定をする。これは別に占いを信じているからではない。無知な民を信じさせるために占いを利用しているだけのことである」。

## 後世への影響

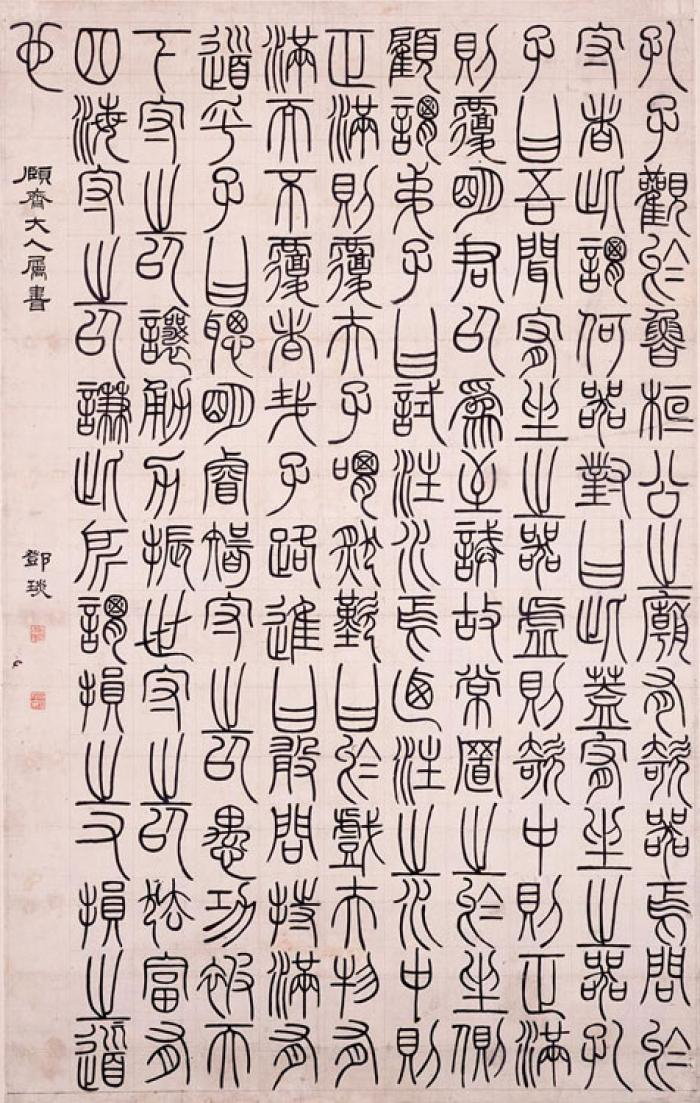
篆書による『荀子』（清・鄧石如筆）

### 中国・秦漢代
荀子の弟子としては、韓非・李斯・浮丘伯・陳囂・張蒼などが記録に現れる。韓非・李斯は荀子の統治思想を批判的に継承した。韓非・李斯は、外的規範である「礼」の思想をさらに進めて「法」による人間の制御を説き、韓非は法家思想の大成者となり、李斯は法家の実務の完成者となった。ただし、「法家思想」そのものは荀子や韓非の生まれる前から存在しており、荀子の思想から法家思想が誕生した、というのは誤りである。
浮丘伯は漢代に『詩経』の伝承の一である魯詩を伝えた申公の師である。張蒼は漢代初期の丞相であり、『経典釈文叙録』によればその学を荀子に学んだ。荀子の学が漢学に影響したものははなはだ大きく、『詩経』『書経』『春秋』の三学のごときは荀子の伝承に出たものである、荀子の名声は、漢代の儒者において大きかった。

### 中国・唐代以降
唐代に『荀子』を校訂した楊倞は、『孟子』は唐代の君子たちの多くが読んでいるのに『荀子』にはいまだ注釈がなく、テキストが混乱して意味が取れなくなっているので自分が校訂して注釈した、と『荀子』の自序に書いている。つまり、唐代にはすでに『荀子』は『孟子』に比べて読まれなくなっていた。
唐代の韓愈は『原道』で儒学復興を提唱したが、その中で古代の聖人の道統を述べた。堯・舜・禹・湯王・文王・武王・周公の聖人たちが伝えた道は孔子に継がれ、その後に孟子に継がれ、その死後は道が断絶したと評した。そして荀子および漢の揚雄は、「選びて精（くわ）しからず、語詳（つまびら）かならず」（『原道』より）と聖人の道を選んで正しく伝えることができなかったと評したのであった。
この韓愈の評価が、後の宋代儒学の道統の標準となり、孟子の後に現れた荀子は排斥される道を辿った。北宋の蘇軾は『荀卿論』を著して、王安石を暗に批判するために荀子を取り上げ、弟子の李斯の過ちが師の荀子に由来すると批判した。その後の中国思想を支配した朱子学においては、荀子は四書の一である『中庸』『孟子』を書いた子思・孟子を批判し、孟子の性善説を否定して性悪説を説く異端として、遠ざけられてしまった。孔子廟では、北宋神宗の時代から、孟子より下位の脇役として揚雄・韓愈とともに従祀されたが、明嘉靖帝の時代にやはり異端として排除された。
清代に考証学が盛んになると、『荀子』も先秦の古文献として研究されるようになり、汪中らに再評価された。清末には王先謙が『荀子集解』を著した。

### 日本・江戸時代

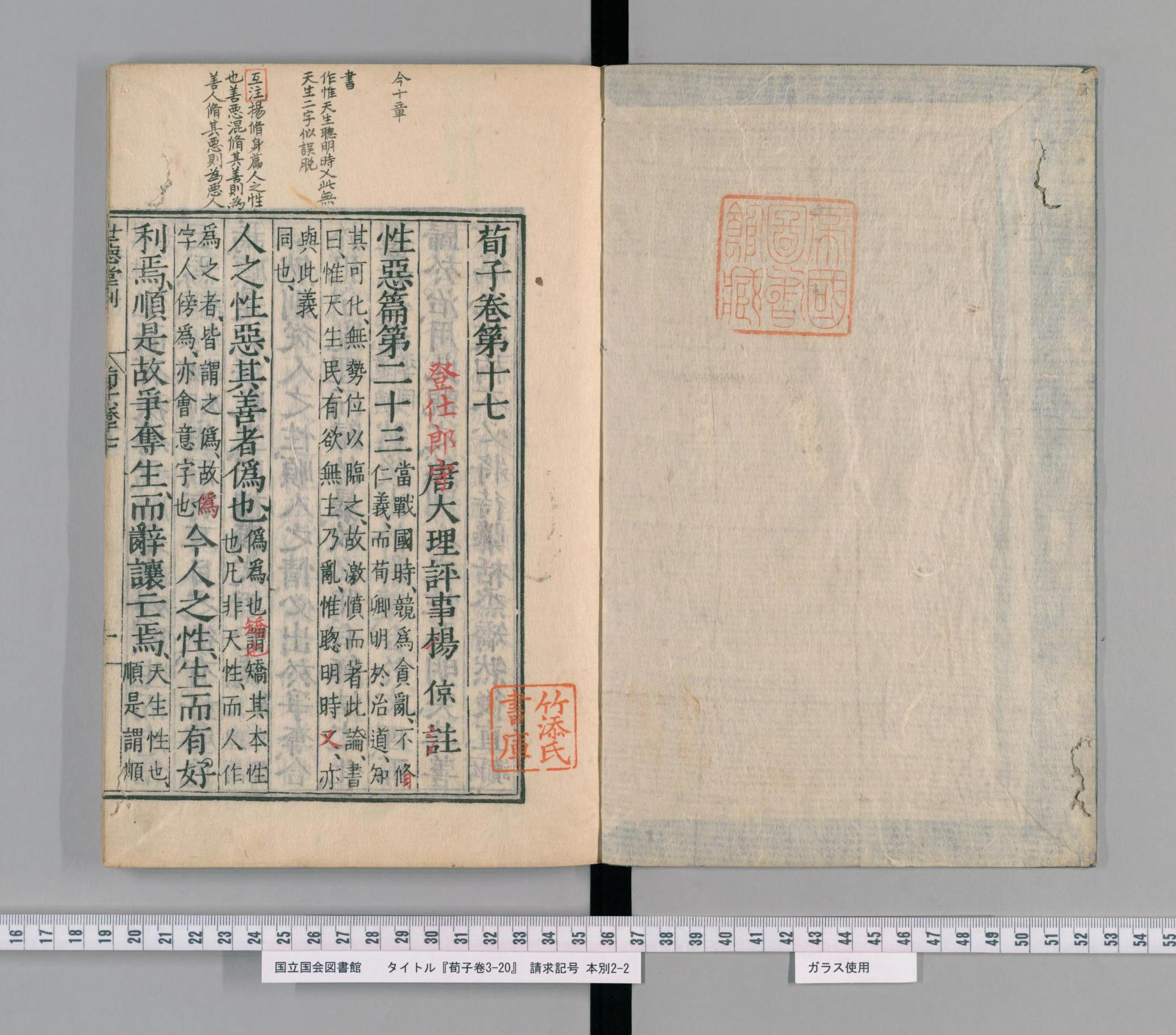
『荀子』楊倞注、江戸時代の刊本

江戸時代、荀子に一定の評価を与えたのは、荻生徂徠で、徂徠は「荀子は子・孟（子思と孟子）の忠臣なり」と言い、彼の言うところによれば荀子は子思や孟子の理論的過ちを正した忠臣といえる存在であり、荀子のほうが孔子が伝えようとした先王の道（子思・孟子の言う儒家者流の倫理ではなく、先王が制定した礼楽刑政の統治制度）をよく叙述していた。徂徠は『読荀子』で『荀子』の初期注釈を行った。
江戸後期の『荀子』研究成果では、久保愛（久保筑水）が、師の片山世璠（片山兼山）を継ぎ『荀子増注』を著した。その他、冢田大峯・猪飼敬所・萩原大麓・古屋昔陽らの研究がある。
江戸時代を通じ日本儒学の主流は朱子学、あるいはそれに対抗した陽明学であり、いずれも孔子・孟子は評価したが、荀子への評価は高いとはいえなかった。久保愛も『荀子増注序』においてこの書を天下で知る者は少ない、と嘆いている。

### 中国・現代
近代に成立した中華人民共和国にも影響を与えており、建国の父である毛沢東による批林批孔運動での「儒法闘争」でも再評価の対象であった。
特に習近平は荀子に深く傾倒しているとし、文化大革命で陝西省に下放された際に全巻を読破したとも言われる。最も引用しているのもその弟子の韓非であり、社会信用システムのような習近平の徹底したメリトクラシー的な統治方法は法家に喩えられている。

## 新出文献との関係
馬王堆帛書と郭店楚簡に含まれる新出文献『五行』は、『荀子』非十二子篇で言及される思孟学派の「五行」説について、解明する手がかりとなった。
そのほか、郭店楚簡『窮達以時』は「天人の分」について、郭店楚簡『性自命出』や上博楚簡『性情論』は「性」について、荀子の思想背景を知る手がかりとなっている。

## 日本語訳・注解
- 『荀子 上』金谷治訳、岩波書店〈岩波文庫〉、1961年6月。ISBN 4-00-332081-6。読み下しと現代語訳。
- 『荀子 下』金谷治訳、岩波書店〈岩波文庫〉、1962年4月。ISBN 4-00-332082-4。度々再刊
- 『荀子』沢田多喜男・小野四平訳、中央公論新社〈中公クラシックス〉、2001年5月。ISBN 4-12-160005-3。町田三郎解説、抄訳版・新書。
- 『荀子　中国の古典 ビギナーズ・クラシックス』湯浅邦弘編訳・解説、角川学芸出版〈角川ソフィア文庫〉、2020年1月。ISBN 4-04-400546-X。抄訳版・文庫。
- 『荀子 上』藤井専英訳著、明治書院〈新釈漢文大系5〉、1966年10月。ISBN 4-625-57005-0。原文・読み下し・訳注解説が揃った大著。
- 『荀子 下』藤井専英訳著、明治書院〈新釈漢文大系6〉、1969年6月。ISBN 4-625-57006-9。
- 『荀子』藤井専英訳、明治書院〈新書漢文大系25〉、2004年1月。ISBN 4-625-66334-2。井ノ口哲也編、抄訳版・新書。
- 『荀子 上・下』 金谷治・佐川修・町田三郎訳著、集英社〈全釈漢文大系7・8〉、1973-74年、再版1981年。原文・読み下し・訳注解説が揃った大著。
- 『中国の古典 8 荀子 上・下』 戸川芳郎・大島晃ほか訳注、学習研究社、1986年